# Jorge Alejandro Molina
Jorge Alejandro Molina (Córdoba, Argentina; 6 de julio de 1984) es un futbolista argentino. Juega de delantero.

## Biografía
A los 14 años, Molina formó parte de las divisiones inferiores de Newell's Old Boys, para luego jugar por el San Martín (Liga Pellegrinense, Buenos Aires) y el Atlético Carlos Paz (Liga Cordobesa). A fines de 2010, fichó por La Paz FC de Bolivia e hizo su debut al año siguiente. En su primer torneo oficial (Adecuación 2011), marcó dos goles. Seguidamente, ya en su primera temporada completa en el equipo azulgrana, vivió con la tensión de salvar la categoría, pero tuvo un rendimiento individual excelente: marcó 15 goles, el más importante en el tercer partido de promoción ante Destroyers (también anotó en los dos anteriores). En su última media temporada en el fútbol altiplánico, logró anotar tres conquistas.
El mago llega en el 2013 a jugar por el UTC de Cajamarca club con el cual consiguió la clasificación a la Copa Sudamericana 2014 siendo una de las piezas claves del equipo. Para el año siguiente llega como un gran refuerzo para el Deportivo Municipal saliendo campeón ese año con el mago como una de sus figuras. A pesar del gran año con el cuadro edil la temporada siguiente se va al Comerciantes Unidos por pedido expreso de su director Carlos Cortijo con el vuelve hacer campeón al ganar nuevamente la Segunda División del Perú.
A mediados del 2016 firma por el Cultural Santa Rosa. Luego fichó por el Sport Victoria de Ica, jugó en 18 partidos, logrando anotar 7 goles.

## Clubes
| Club                | País    | Año         |
| ------------------- | ------- | ----------- |
| La Paz              | Bolivia | 2010 - 2012 |
| UTC de Cajamarca    | Perú    | 2013        |
| Deportivo Municipal | Perú    | 2014        |
| Comerciantes Unidos | Perú    | 2015        |
| Cultural Santa Rosa | Perú    | 2016        |
| Sport Victoria      | Perú    | 2017        |
| Juan Aurich         | Perú    | 2018        |

## Palmarés
| Título           | Club                | País | Año  |
| ---------------- | ------------------- | ---- | ---- |
| Segunda División | Deportivo Municipal | Perú | 2014 |
| Segunda División | Comerciantes Unidos | Perú | 2015 |